# مرگن سیتی (لوئیزیانا)
مرگن سیتی (به انگلیسی: Morgan City) شهری در ایالت لوئیزیانا کشور ایالات متحده آمریکا است که جمعیت آن در سرشماری سال ۲۰۱۰ میلادی، ۱۲٬۴۰۴ نفر بوده‌است.